# Ai Coração
Ai Coração é uma canção de 2023 da autoria da cantora e compositora portuguesa Mimicat. A música representou Portugal no Festival Eurovisão da Canção 2023, depois de ter vencido o Festival RTP da Canção 2023.

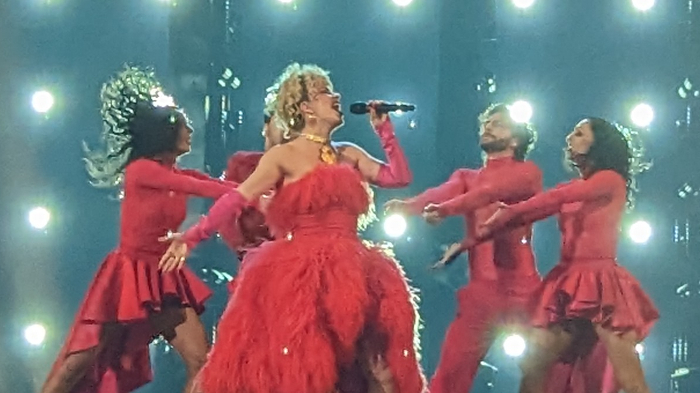
Atuação de Mimicat durante o ensaio geral da final do Festival Eurovisão da Canção 2023.

O lyric video foi divulgado no Festival da Canção no canal oficial do YouTube no dia 19 de janeiro de 2023, juntamente com todas as outras canções concorrentes no Festival da Canção do mesmo ano.  As músicas foram posteriormente lançadas em sites de streaming digital em 27 de janeiro de 2023. Em 19 de janeiro de 2023, Mimicat foi anunciada para apresentar sua música, intitulada "Ai Coração".

## Festival da Canção 2023
A 11 de novembro de 2022, Mimicat foi anunciada como a compositora participante do Festival da Canção 2023.  A 19 de janeiro de 2023, foi anunciado que Mimicat apresentaria a sua música, intitulada «Ai Coração».  Ela competiu na primeira semifinal a 26 de fevereiro de 2023, conseguindo classificar-se para a final.  Na final, realizada a 12 de março de 2023, venceu tanto na votação do júri como no televoto, ficando em primeiro lugar com 24 pontos, tornando-se assim a representante portuguesa no Festival Eurovisão da Canção 2023. 
De acordo com as regras da Eurovisão, todas as nações, com exceção do país anfitrião e os Big Five (França, Alemanha, Itália, Espanha e Reino Unido), devem classificar-se para uma das duas semifinais para competir na final; os 10 melhores países de cada semifinal avançarão para a final. A União Europeia de Radiodifusão (UER) dividiu os países concorrentes em seis potes diferentes com base nos padrões de votação de concursos anteriores, com países com históricos de votação favoráveis colocados no mesmo pote.
A 31 de janeiro de 2023, foi realizado um sorteio de alocação, que colocou cada país em uma das duas semifinais e determinou em qual das semifinais do programa se apresentariam. Portugal apurou-se para a primeira meia-final, disputada a 9 de maio de 2023, atuando na 5ª posição, conseguindo apurar-se para a final. Na final, realizada a 13 de maio de 2023, a canção ficou em 23º lugar com 59 pontos. 